# Rhynchospora angustipaniculata
Rhynchospora angustipaniculata är en halvgräsart som beskrevs av Mark T. Strong. Rhynchospora angustipaniculata ingår i släktet småag, och familjen halvgräs. Inga underarter finns listade i Catalogue of Life.